# Tiana Benjamin
Tiana Opium Benjamin (Enfield, Londres, Inglaterra, 5 de octubre de 1984) es una actriz británica, conocida por interpretar originalmente a Chelsea Fox en la telenovela de la BBC EastEnders y a Angelina Johnson en la película Harry Potter y el cáliz de fuego (2005).

## Carrera
Benjamin se formó en el Anna Scher Theatre de Londres. En 2005, hizo una breve aparición en la película Harry Potter y el cáliz de fuego como Angelina Johnson, y prestó su voz al personaje para la adaptación del videojuego. En 2006, Benjamin se unió al elenco de la telenovela de la BBC EastEnders, interpretando el papel de Chelsea Fox. Su decisión de dejar EastEnders se anunció el 2 de abril de 2010.
En 2011, Benjamin protagonizó la película dramática de 2011 Fast Girls. También desempeñó un papel en el cuarto episodio del drama criminal de la BBC The Interceptor en 2015.
En 2016, Benjamin protagonizó The Dumping Ground como Alison, la madre de Bailey Wharton. Más tarde se descubrió que su personaje era la madre de Bryony.

## Vida personal
Los padres de Benjamin son de Sierra Leona. Asistió a la escuela secundaria Highgate Wood junto a su coprotagonista de EastEnders, Scarlett Alice Johnson.

## Filmografía

### Películas
| Año  | Título                           | Papel            |
| ---- | -------------------------------- | ---------------- |
| 2005 | Harry Potter y el cáliz de fuego | Angelina Johnson |
| 2007 | Wishbaby                         | Maxine           |
| 2011 | Fast Girls                       | Tara Andrews     |
| 2019 | The Creatress                    | Jessica Morrison |
| 2019 | Absent                           | Angel            |

### Televisión
| Año       | Título             | Papel          | Notas                                      |
| --------- | ------------------ | -------------- | ------------------------------------------ |
| 2004      | The Last Detective | Carleen Romane | Episodio: "Christine"                      |
| 2004      | The Brief          | Xansi Tucker   | Episodio: "A Sort of Love"                 |
| 2004      | Rose and Maloney   | Scarlett       | 2 episodios                                |
| 2004      | The Bill           | Tania Baptiste | Episodio: "236"                            |
| 2006      | Dalziel and Pascoe | Kylie Johnson  | 2 episodios                                |
| 2006–2010 | EastEnders         | Chelsea Fox    | Personaje regular                          |
| 2010–2011 | EastEnders: E20    | Chelsea Fox    | Serie 2, episodio 2; Serie 3, 15 episodios |
| 2012      | Bedlam             | Reeta          | Episodio: "Unfaithful"                     |
| 2015      | Casualty           | Cheryl Dunsby  | Episodio: "The Last Goodbye"               |
| 2015      | The Interceptor    | Mandy          | Episodio: "episodio #1.4"                  |
| 2016      | The Dumping Ground | Alison         | 2 episodios                                |
| 2017      | Holby City         | Alice          | Episodio: "Enigma"                         |

| Año  | Título                            | Papel            | Notas |
| ---- | --------------------------------- | ---------------- | ----- |
| 2007 | Harry Potter y la Orden del Fénix | Angelina Johnson | Voz   |